# Кроуфорд, Юнайка
Юнайка Кроуфорд (исп. Yunaika Crawford Rogert; род. 2 ноября 1982, Гавана) — кубинская легкоатлетка (метание молота), победительница и призёр Игр Центральной Америки и Карибского бассейна, призёр Панамериканских и Центральноамериканских игр, бронзовый призёр летних Олимпийских игр 2004 года в Афинах, участница двух Олимпиад.

## Карьера
Серебряный призёр Центральноамериканских игр 2006 года в Картахене. Чемпионка Игр ALBA 2006 года в Гаване. Чемпионка (2001) и серебряный призёр (2005, 2008) Игр Центральной Америки и Карибского бассейна. Серебряный призёр Панамериканских игр 2003 года в Санто-Доминго.
На Олимпиаде в Афинах в квалификации показала результат 71,74 м и заняла второе место после россиянки Ольги Кузенковой. В финале последовательно показала результаты 70,98 м, 71,43 м, 73,16 м, 0, 0, 70,06 м. По итогам соревнований завоевала бронзовую медаль с результатом 73,16 м — лучшим результатом в своей карьере.
На следующей Олимпиаде в Пекине метнула молот на 66,16 м и не попала в финальную часть соревнований.